# Dariusz Jarosz
Dariusz Stefan Jarosz (ur. 10 marca 1959 w Mielcu) – polski historyk, profesor nauk humanistycznych, specjalizujący się w najnowszej historii Polski, wykładowca Uniwersytetu Warszawskiego.

## Życiorys
W 1983 ukończył studia historyczne na Uniwersytecie Warszawskim. Pracę magisterską poświęconą Młodzieży Wszechpolskiej pisał na seminarium Szymona Rudnickiego. W 1990 obronił pracę doktorską pt. Obraz chłopa w krajowej publicystyce czasopiśmienniczej 1944–1959 (promotor: Tomasz Szarota). Habilitował się w 1999 na podstawie rozprawy Polityka władz komunistycznych w Polsce w latach 1948–1956 a chłopi. W 2003 uzyskał tytuł profesora nauk humanistycznych. W swoich badaniach koncentruje się na historii społecznej PRL.
Pracuje w Zakładzie Badań nad Dziejami Polski po 1945 roku IH PAN. Był pracownikiem Instytutu Historii Akademii Świętokrzyskiej w Kielcach.
Wypromował siedmiu doktorów (m.in. Natalia Jarska i Hubert Wilk). W 2024 otrzymał Nagrodą im. Joachima Lelewela.

## Publikacje
- W krzywym zwierciadle. Polityka władz komunistycznych w Polsce w świetle plotek i pogłosek z lat 1949–1956, Warszawa 1995 (z Marią Pasztor)
- Polacy a stalinizm 1948–1956, Warszawa 2000.
- Masy pracujące przede wszystkim" : organizacja wypoczynku w Polsce 1945–1956, Kielce 2003.
- Afera mięsna : fakty i konteksty, Toruń 2004 (z Marią Pasztor)
- Stosunki polsko-francuskie 1944–1980, Warszawa 2008 (z Marią Pasztor)
- Mieszkanie się należy… Studium z peerelowskich praktyk społecznych, Warszawa 2010.
- Wypoczynek zorganizowany dzieci i młodzieży w Polsce w XX wieku : studia, Wrocław 2012.
- Skazani na podległość. Z dziejów stosunków polsko-włoskich 1945–1958, Warszawa 2013 (z Marią Pasztor)
- Rzeczy, ludzie, zjawiska. Studia z historii społecznej stalinizmu w Polsce, Warszawa 2017
- Nie tylko Fiat : z dziejów stosunków polsko-włoskich 1945–1989, Warszawa 2018 (z Marią Pasztor)
- Increase supply, reduce demand and punish severely : a contextual history of meat in communist Poland, Berlin 2020 (z Marią Pasztor)
- Ludzie "trzeciego wieku" i ich warunki życiowe w Polsce w latach 1944-1989: główne problemy (analiza historyczna), Warszawa 2022.